# Castillo de Murakami

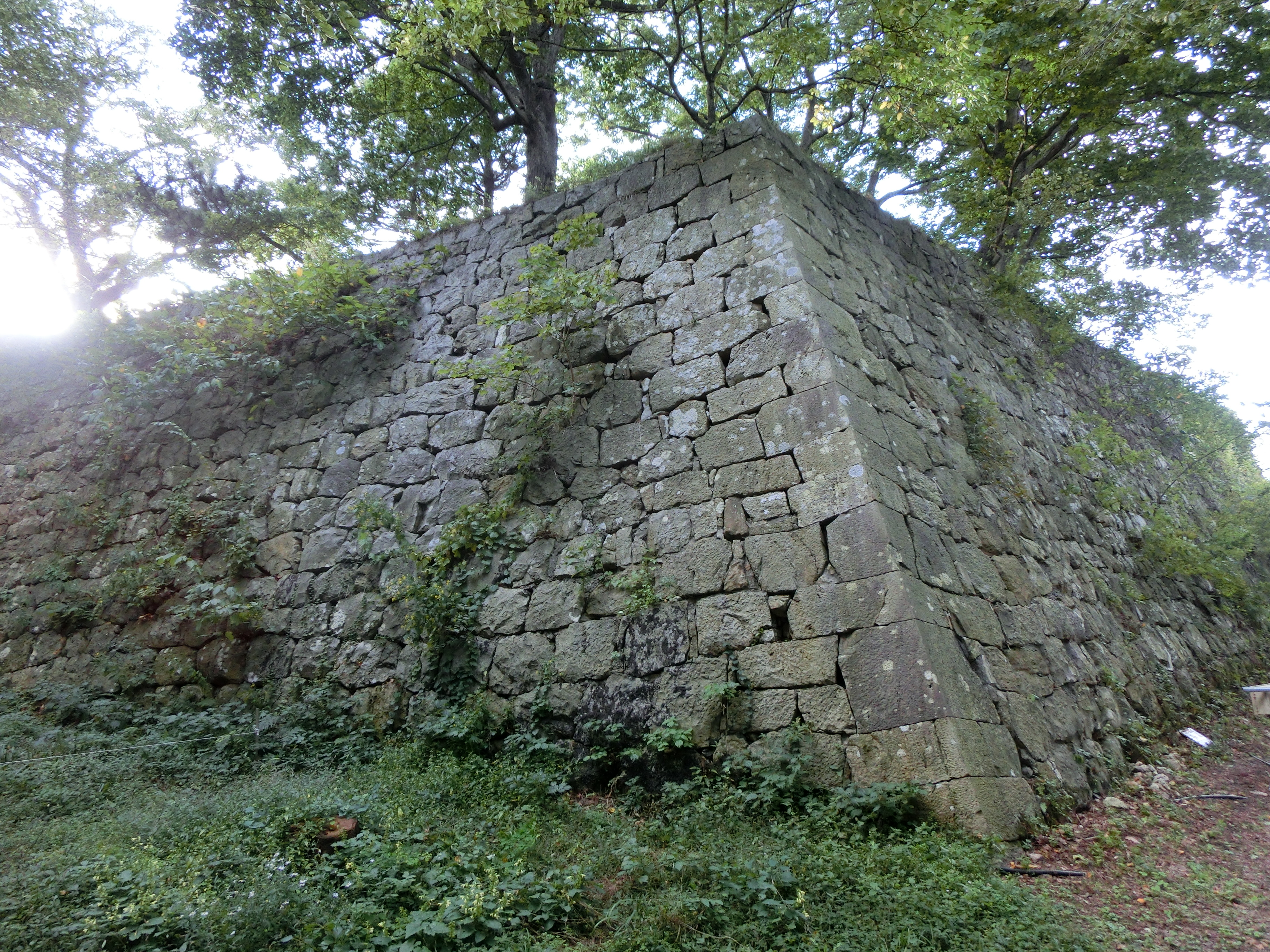
Murallas del castillo de Murakami

El castillo de Murakami (村上城, Murakami-jō?) fue un castillo japonés sito en Murakami, al norte de la Prefectura de Niigata, Japón. A finales del periodo Edo, el castillo de Murakami era la sede de una rama del clan Naito, daimios del Dominio de Murakami. El castillo fue también conocido como "Maizuru-jō" (舞鶴城).

## Historia
Durante el periodo Sengoku, a principios del siglo XVI, el clan Honjō fortificó la parte superior del monte Gagyū (臥牛山), una colina de cien metros de altura ubicada al norte de la Provincia de Echigo. Las fortificaciones primitivas consistían en trincheras de tierra y una empalizada de madera.
En 1568 Honjō Shigenaga se rebeló contra Uesugi Kenshin, pero fue derrotado y desposeído de sus dominios. Aun así, la victoria le salió cara a Kenshin, porque el castillo de Murakami resistió durante más de un año y fue tomado solo tras una enconada y sangrienta lucha en la que uno de sus mejores generales, Irobe Katsunaga, murió. 
Después de que Toyotomi Hideyoshi reubicara al clan Uesugi a Aizu en 1598, el castillo se le entregó a Murakami Yorikatsu, quien lo reconstruyó siguiendo el estilo de la época, con murallas de piedra. El clan Murakami fue sustituido en 1618 por el clan Hori, que añadió una torre del homenaje de tres pisos y reconstruyó la ciudad aneja, que daría lugar en el futuro a la ciudad de Murakami.
Durante el shogunato Tokugawa, Murakami cambió frecuentemente de gobernantes. El clan Hori fue reemplazado por el clan Honda en 1643 y éste, a su vez, por una rama del clan Matsudaira en 1649. Matsudaira Naoyori reconstruyó la torre del homenaje y añadió nuevas torres de vigilancia (yagura) en 1649. En 1667 la mayor parte del castillo fue consumido por un incendio causado por un relámpago, y ni su torre del homenaje ni sus torres fueron reconstruidas posteriormente. El clan Matsudaira fue reemplazado por el clan Sakakibara ese mismo año, el clan Honda vendría en 1704, nuevamente el Matsudaira en 1710, el clan Manabe en 1717 y, finalmente, por una rama del clan Naito, que lo gobernaría desde 1729 hasta la restauración Meiji de 1868.
Durante la guerra Boshin los samuráis del dominio estaban divididos en dos facciones, una que apoyaba al sogún y otra que apoyaba la restauración imperial, pero el dominio propiamente dicho se unió a la Alianza del Norte (Ōuetsu Reppan Dōmei), partidarios del shogunato. Debido a su posición estratégica en la entrada a la Provincia de Dewa, el castillo fue atacado y destruido por las fuerzas imperiales. Durante el periodo Meiji, gran parte de las murallas fueron desmanteladas y las piedras fueron vendidas como material de construcción a los habitantes de Murakami. Temiendo que los restos del castillo desaparecieran por completo, los descendientes de los samuráis del extinto Dominio de Murakami se asociaron para pedir la protección de las ruinas. En 1960 se le otorgó a la zona el estatus de Monumento Histórico de la Prefectura de Niigata y, en 1993 se le asignó la categoría de Sitio Histórico Nacional.